# Danaé (1807)
Pour les articles homonymes, voir Danaé (homonymie).
La Danaé est une frégate de classe Consolante (en) construite en 1807 pour la marine française. 

## Histoire
Le 12 mars 1811, elle faisait partie de la flotte franco-italienne commandée par Bernard Dubourdieu devant attaquer la base britannique de l'île de Lissa. La flotte a rencontré l'escadre britannique de William Hoste, conduisant à la bataille de Lissa.
La Danaé a été endommagée par le HMS Volage (en) et a dû battre en retraite à Lesina pour réparations.
Dans la nuit du 4 septembre 1812, elle a explosé dans le port de Trieste.